# Fergusonina lockharti
Fergusonina lockharti är en tvåvingeart som beskrevs av Tonnoir 1937. Fergusonina lockharti ingår i släktet Fergusonina och familjen Fergusoninidae. Inga underarter finns listade i Catalogue of Life.